# 플랜태저넷가
플랜태저넷가(House of Plantagenet [plænˈtædʒənət][*])는 영국의 왕가 가운데 하나로, 앙주가의 분가다. 가문 이름은 시조 잉글랜드의 헨리 2세의 부친 앙주 백작 조프루아 플랜태저넷이 항시 투구에 금작화의 가지 (라틴어: Planta Genista)를 꽂고 나섰던 것에서 유래하여 셰익스피어가 붙인 이름이다. 플랜태저넷이라는 표현 자체는 조프루아 이후에는 쓰지 않다가 1460년경 요크 공작 리처드가 자신의 왕위 계승권을 강조하기 위해 다시 자신의 별칭으로 썼다.

## 개요
가티네 지방에서 시작해서, 11세기 무렵에 결혼을 통해 앙주 백작령의 지배 가문이 되었다. 이후 영지를 차츰 늘려가기 시작해 12세기 무렵부터 잉글랜드 왕국의 왕위를 계승하였고, 최절정기에는 피레네산맥에서부터 아일랜드를 포함해 스코틀랜드와의 국경까지 앙주 제국으로 불리기도 한 광대한 영토를 다스렸다.
방계인 랭커스터 왕가와 요크 왕가를 포함해 전체 15명의 군주를 배출하며 1154년에서 1485년까지 왕위를 이어갔다. 본가는 헨리 2세에서부터 리처드 2세가 1399년에 폐위될 때까지이며, 이후 랭커스터 왕가에서 3명의 군주가 나왔고, 이후 요크 왕가에서 3명의 군주가 배출되었다. 요크 왕가의 리처드 3세가 장미 전쟁 중인 1485년 보즈워스 전투에서 사망하면서 왕위가 끊겼으며, 그의 조카 워릭 백작 에드워드가 1499년 처형되면서 적통마저 끊겼다.
근 300년 간의 플랜태저넷 왕가의 시대 동안 영국 고유의 문화와 예술이 태어났는데, 영시문학의 아버지로 불리는 제프리 초서가 왕가의 후원을 받으며 활약한 것과 웨스트민스터 사원과 요크 민스터 대성당의 고딕 건축도 이 시대였다.
프랑스 왕국의 지배권을 놓고 발루아 왕가와 다툰 100년 전쟁과 왕위 계승 문제로 다툰 장미 전쟁으로 점철된 다사다난한 시기이기도 했다. 몇몇 왕들은 그 자신들이 전사로 유명했는데, 아쟁쿠르 전투에서 큰 승리를 거둔 헨리 5세와 제3차 십자군에서 사자심왕이라는 별명을 얻으면서 영국 전래 문학에서 기사도의 상징이 된 리처드 1세가 대표적이다.
헨리 2세는 앙주, 아키텐 등을 포함한 대영토를 지배하며 국내에서는 일련의 행정 개혁을 실시하여 봉건 왕정을 확립하였으나, 그 후 왕의 전제 정치가 비난의 대상이 되었다. 그의 막내 아들인 존 왕은 실정을 거듭하여 대륙의 영토를 잃었고, 귀족의 반항으로 마그나 카르타를 인정하고 타협하였다. 헨리 3세 때 왕의 전제에 반항하는 귀족 연합은 신흥 상인·기사들을 의회에 소집하여 왕권을 제한하였으며, 에드워드 1세는 귀족과 협조하여 일련의 제정법에 의해 봉건사회를 정비하였다.
에드워드 3세는 백년 전쟁 이후에 왕권이 실추된 반면 시민·상인층이 점차 성장하여 봉건사회를 변동시키게 된다. 특히 1381년의 농민 반란이 상징적 사건이라 할 수 있다.

## 역대 군주

### 플랜태저넷 본가의 잉글랜드 왕
| 초상 | 이름                           | 재위             | 재위             | 비고 |
| ---- | ------------------------------ | ---------------- | ---------------- | --- |
|      | 헨리 2세 (짧은 망토)           | 1154년 12월 19일 | 1189년 7월 6일   | 마틸다의 아들. 어머니 마틸다는 헨리 1세의 딸로 추정 상속인이었으나 사촌인 블루아의 스티븐에게 왕위를 찬탈당했다. |
|      | 젊은 헨리                      | 1170년 6월 14일  | 1183년 6월 11일  | 15세부터 아버지 헨리 2세와 함께 공동 통치.                                                                       |
|      | 리처드 1세 (사자심왕 리처드)   | 1189년 9월 3일   | 1199년 4월 6일   | 헨리 2세의 아들.                                                                                                 |
|      | 존 (실지왕 존)                 | 1199년 5월 27일  | 1216년 10월 19일 | 헨리 2세의 아들이며 형인 리처드 1세가 후사없이 죽자 계승.                                                        |
|      | 헨리 3세                       | 1216년 10월 28일 | 1272년 11월 16일 | 존의 아들 |
|      | 에드워드 1세 (장경왕 에드워드) | 1272년 11월 20일 | 1307년 7월 7일   | 헨리 3세의 아들.                                                                                                 |
|      | 에드워드 2세                   | 1307년 7월 7일   | 1327년 1월 25일  | 에드워드 1세의 아들.                                                                                             |
|      | 에드워드 3세                   | 1327년 1월 25일  | 1377년 6월 21일  | 에드워드 2세의 아들.                                                                                             |
|      | 리처드 2세                     | 1377년 6월 21일  | 1399년 9월 29일  | 흑태자 에드워드의 아들이자 에드워드 3세의 손자.                                                                  |

### 랭커스터 왕가
| 초상             | 이름                       | 재위            | 재위            | 비고 |
| ---------------- | -------------------------- | --------------- | --------------- | --- |
|                  | 헨리 4세 (헨리 볼링브로크) | 1399년 9월 30일 | 1413년 3월 20일 | 에드워드 3세의 손자이자 초대 랭커스터 공작 곤트의 존의 아들로 사촌인 리처드 2세를 죽이고 왕위에 올랐다. 모계로는 헨리 3세의 다른 아들 에드먼드 랭커스터의 증손이 된다. |
|                  | 헨리 5세                   | 1413년 3월 20일 | 1422년 8월 31일 | 헨리 4세의 아들. |
|                  | 헨리 6세                   | 1422년 8월 31일 | 1461년 3월 4일  | 헨리 5세의 아들. |
| 1470년 10월 30일 | 헨리 6세                   | 1471년 4월 11일 |                 | 헨리 5세의 아들. |

### 요크 왕가
| 초상            | 이름         | 재위            | 재위             | 비고 |
| --------------- | ------------ | --------------- | ---------------- | --- |
|                 | 에드워드 4세 | 1461년 3월 4일  | 1470년 10월 30일 | 3대 요크 공작 리처드 플랜태저넷의 아들로 헨리 6세의 삼종제(三從弟)이다. 에드워드 3세의 아들들인 초대 클래런스 공작 라이오넬과 초대 요크 공작 에드먼드의 계승자이기도 하다. |
| 1471년 4월 11일 | 에드워드 4세 | 1483년 4월 9일  |                  | 3대 요크 공작 리처드 플랜태저넷의 아들로 헨리 6세의 삼종제(三從弟)이다. 에드워드 3세의 아들들인 초대 클래런스 공작 라이오넬과 초대 요크 공작 에드먼드의 계승자이기도 하다. |
|                 | 에드워드 5세 | 1483년 4월 9일  | 1483년 6월 25일  | 에드워드 4세의 아들. |
|                 | 리처드 3세   | 1483년 6월 26일 | 1485년 8월 22일  | 3대 요크 공작 리처드 플랜태저넷의 아들로 에드워드 4세의 형제이자 에드워드 5세의 삼촌.                                                                                      |

## 참고 문헌
- 이 문서에는 다음커뮤니케이션(현 카카오)에서 GFDL 또는 CC-SA 라이선스로 배포한 글로벌 세계대백과사전의 내용을 기초로 작성된 글이 포함되어 있습니다.